# کوروش‌هدی
کوروش‌هدی (به مجاری:  Kőröshegy) یک منطقهٔ مسکونی در مجارستان است که در ناحیه شیوفوک واقع شده‌است. کوروش‌هدی ۲۱٫۷ کیلومتر مربع مساحت و ۱٬۳۵۲ نفر جمعیت دارد.

## خواهرخوانده
شهرهای سوت (رومانی) و Sărățeni خواهرخوانده‌های کوروش‌هدی هستند.